# Rolf Leanderson
Rolf Bertil Leanderson, född den 16 oktober 1933 i Sölvesborg, död den 22 december 1990 i Västerleds församling, var en svensk operasångare (baryton) och läkare (foniater).
Parallellt med studier i medicin studerade han sång, bland annat för Dagmar Gustafson i Stockholm och Erik Werba i Wien.
Leanderson gjorde scendebut 1962 på Drottningholms slottsteater som Guglielmo i Così fan tutte. Han hade stora framgångar i denna roll, i rollen som Figaro i Giovanni Paisiellos Il Barbiere di Siviglia, som Belcore i Kärleksdrycken av Gaetano Donizetti, i operorna Orlando och Serse av Georg Friedrich Händel och i Il Mondo della Luna av Joseph Haydn. År 1965 debuterade han på Kungliga Operan, åter som Guglielmo i Così fan tutte. Han fortsatte sedan sin karriär på Kungliga Operan, där han även var röstläkare för andra sångare. Leanderson hade också en framgångsrik karriär kom ut som konsert- och oratoriesolist. Han specialiserade sig på att utföra solopartierna Johann Sebastian Bachs passioner och kantater, och behärskade dessutom en bred liederrepertoar. År 1976 sjöng han vokalpartiet i Dagdrivaren av Hilding Rosenberg.
Leanderson var även verksam som sångpedagog. Han arbetade också som röstläkare (foniater) vid Karolinska sjukhuset. Han var docent i foniatri.
Rolf Leanderson är gravsatt i minneslunden på Bromma kyrkogård.

## Diskografi
- Jean-Philippe Rameau: Castor et Pollux, Telefunken.
- Johann Sebastian Bach: Matteuspassionen, dir. Eric Ericson, Svenska EMI, 1963.
- Längtan heter min arvedel, Wilhelm Peterson-Berger. Med Helene Leandersson. Cupol, 1970
- Sånger av Rangström och Stenhammar, Med Helene Leandersson. Electra, 1971
- Songs of love and death, av Yrjö Kilpinen och Béla Bartók. Med Helene Leandersson. BIS LP-43, 1976-77.
- Hugo Alfvén: Herrens bön. Med Iwa Sörenson, Birgitta Svendén, Christer Solén. Dir. Gustaf Sjökvist. Bluebell 1982.
- Hilding Rosenberg: Dagdrivaren. BIS LP-190, 1982.
- Hans Eklund: Requiem. Med Marianne Mellnäs. Dir. Gustaf Sjökvist. Phono Suecia PS 18, 1984.
- Joseph Martin Kraus: Sånger. Tillsammans med Lennart Hedwall. Bluebell, 1984.
- Erik Gustaf Geijer: Sånger. Tillsammans med Iwa Sörenson och Lennart Hedwall.
- Svenska Duetter, bl.a. ur Gunnar Wennerbergs Gluntarne. Tillsammans med Nicolai Gedda. Bluebell, 1984.
- Carl Michael Bellman: Sånger och epistlar. Med Lennart Hedwall, piano. Bluebell ABCD 024, 1989.